# 但以理

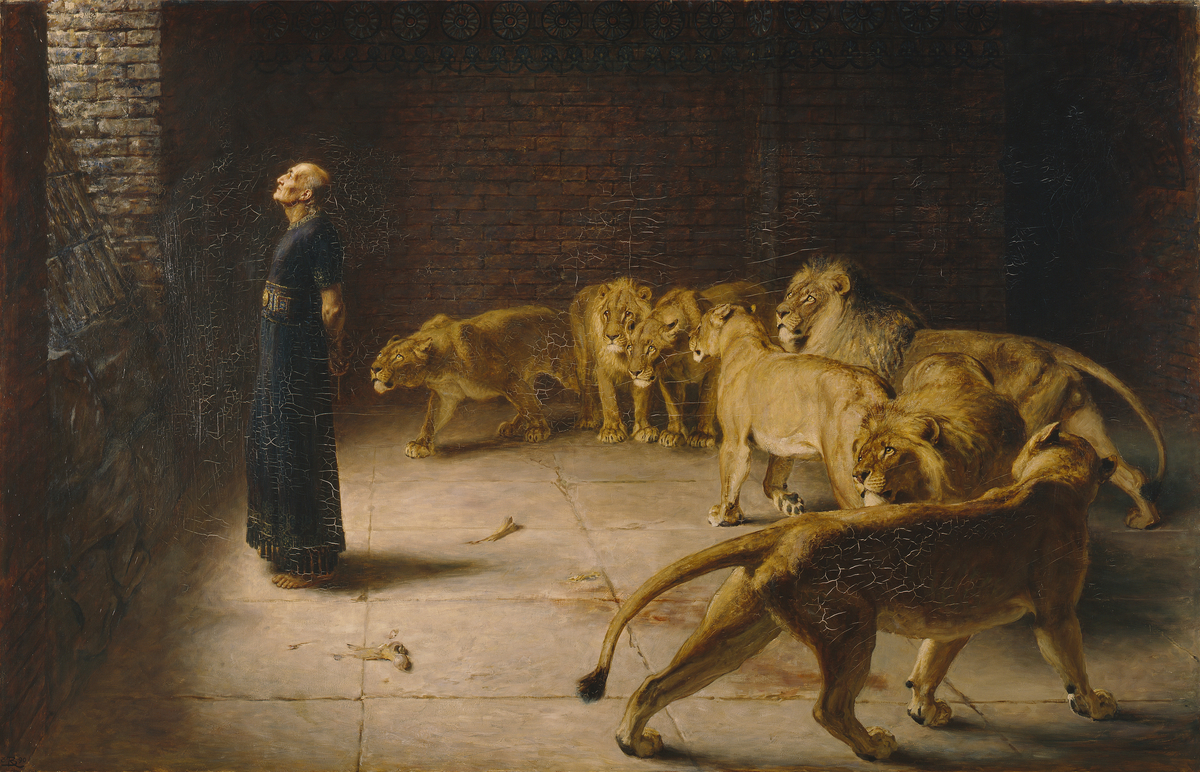
但以理對國王的回覆，布里東·里维埃，R.A.（1840-1920）1890

但以理或譯達尼爾（希伯來文：דָּנִיּאֵל，？–前530年），巴比倫名字是伯提沙撒，聖經中說是猶大國的希伯來人。前607年被新巴比倫王國所擄，並在巴比倫宮廷接受教育。
舊約聖經但以理書中，他與另外三個希伯來年輕人被選中服侍巴比伦王尼布甲尼撒二世，在巴比倫國中任職。因為解釋尼布甲尼撒二世不能理解的夢，在巴比倫受王重用。及至巴比倫伯沙撒亡國，直到被波斯米底亞雙元帝國取代，但以理都一直被重用。在其後的波斯帝國，更受任官職。前530年死後被葬於首都蘇薩（Susa，在今日伊朗西部的胡澤斯坦省），並建有一個巨型華麗的墓園。後來中世纪帖木兒帝国入侵，把他的骸骨擄到帖木兒首都撒馬兒罕安葬，原因不明。

## 圣经对但以理的描述
但以理于犹大王约雅敬在位的第三年（公元前607年）被迦勒底人的军队俘虏到了巴比伦的腹地。巴比伦王尼布甲尼撒二世拣选了很多俘虏中的希伯来青年作王国的侍者，但以理便是其中之一。但由于那些饮食是经过祭祀偶像（圣经中原话是“王派定將自己所用的膳和所飲的酒每日賜他們一份”。尼布甲尼撒王这时还未认识上帝所以王所用的膳和所飲的酒应该也是祭偶像之物。），但以理和他的三个伙伴拒绝吃国王所赐的饮食。圣经里以此引证但以理是最圣洁的人物之一，譬如以西结书里讲述但以理是“可以用自己的公义救自己的人之一”。（《以西結書》第14章参）
（《但以理書》第1章第3节参）王吩咐太監長亞施毗拿從以色列人的宗室和貴胄中帶進幾個人來，就是年少沒有殘疾，相貌俊美，通達各樣學問，知識、聰明俱備，足能侍立在王宮裡的，要教他們迦勒底的文字言語。王派定將自己所用的膳和所飲的酒每日賜他們一份，養他們三年，滿了三年好叫他們在王面前侍立。他們中間有猶大族的人但以理、哈拿尼雅、米沙利、亞撒利雅。太監長給他們起名，稱但以理為伯提沙撒，稱哈拿尼雅為沙得拉，稱米沙利為米煞，稱亞撒利雅為亞伯尼歌。但以理卻立志不以王的膳和王所飲的酒玷汙自己，所以求太監長容他不玷汙自己。（這裡提到的太監長，英文聖經中是宮廷總管 Chief official）
但以理凭借神所赐予的智慧，为尼布甲尼撒二世王解了巨像的梦，被提升为巴比伦的总长。
据圣经所记载，但以理一直活到了波斯王居鲁士时代，也就是说他最少活了80到90岁。

### 預備出任公職
（《但以理書》第1章第1节至第21节参）公元前607年，但以理與其他猶太人一起被擄往巴比倫去。此外，耶路撒冷聖殿的神聖器皿也一同被掠去而放進異教的府庫中。但以理和他的三個希伯來同伴與其他的猶大青年貴胄一起被揀選進入宮內接受為期三年的訓練。但以理決心不以國王的異教佳肴美酒玷汙自己，遂建議作一個為期十天的素食試驗。試驗的結果對但以理和他的同伴有利，上帝並且賜給他們知識和智慧。尼布甲尼撒派他們四人在他跟前作顧問。第一章的最後一節經文也許是在前文寫了許久之後才加進去的，這節經文指出但以理在被擄80多年後，即相當於公元前538年，仍在朝中擔任要職。

### 夢見可怕的巨像
（《但以理書》第2章第1节至第49节参）尼布甲尼撒二世在位第二年（很可能從耶路撒冷於公元前607年被摧毁時算起），他發了一個使他煩亂不安的夢。所有術士法師均無法把夢和夢的講解告訴他。他應許給他們大賞，但他們卻説除了諸神之外，沒有人能够將王所求問的向他説明。王勃然大怒，遂下令把所有智士殺死。由於王的諭旨也把四個希伯來人包括在內，但以理便求王寬限時間以求能把夢講解説明。但以理和他的同伴禱告求耶和華的指引。耶和華把夢和解釋向但以理顯明，他於是覲見王説：“只有一位在天上的上帝能顯明奧秘的事。他已將日後必有的事指示尼布甲尼撒王。”（《但以理書》第2章第28节参）但以理把夢説出來。夢與一尊巨像有關。像的頭是精金的，胸膛和膀臂是銀的，肚腹和腰是銅的，腿是鐵的，腳是半鐵半泥的。有一塊石頭撞擊巨像，把它砸碎，然後石頭變成一座大山，充滿天下。但以理解釋巴比倫王就是像的金頭。在他的王國之後會有第二、第三、第四個王國相繼興起。最後，“天上的上帝必另立一國，永不敗壞，⋯⋯卻要打碎滅絶那一切國，這國必存到永遠。”（《但以理書》第2章第44节参）巴比倫王滿懷感激地稱頌但以理的上帝是萬神之神，並派但以理“管理巴比倫全省，又立他為總理，掌管巴比倫的一切哲士”。但以理的三個同伴則被立為朝中的大臣，治理國家。（《但以理書》第2章第47节至第48节参）

### 年代對照考證
（其一《但以理書》第1章第1节参）提到猶大王約雅敬在位第三年（公元前607年）與尼布甲尼撒二世當王的時間（公元前605年）是有衝突的，況且約雅敬是埃及的傀儡直到當猶大王八年後開始服事尼布甲尼撒二世（公元前600年），三年後背叛（公元前598年），所以《但以理書》第1章第1节参所提到的第三年應該是約雅敬服事尼布甲尼撒二世的第三年而非在位第三年，也就是但以理被擄的年代──公元前598年比較有可能，同年被擄還有猶大王約雅斤（《列王紀下》第24章第12节参），先知以西結也在列。
（其二《但以理書》第2章第1节参）提到尼布甲尼撒二世在位第二年（公元前604年），有與但以理被虜的年代衝突的，比較可能的說法是猶大亡國（公元前587年的第二年或是埃及臣服的第二年），因為尼布甲尼撒二世真正成為中東地區的霸權，屆時但以理書也到可以參政發言的年齡。

### 三個希伯來人在火窯中生還

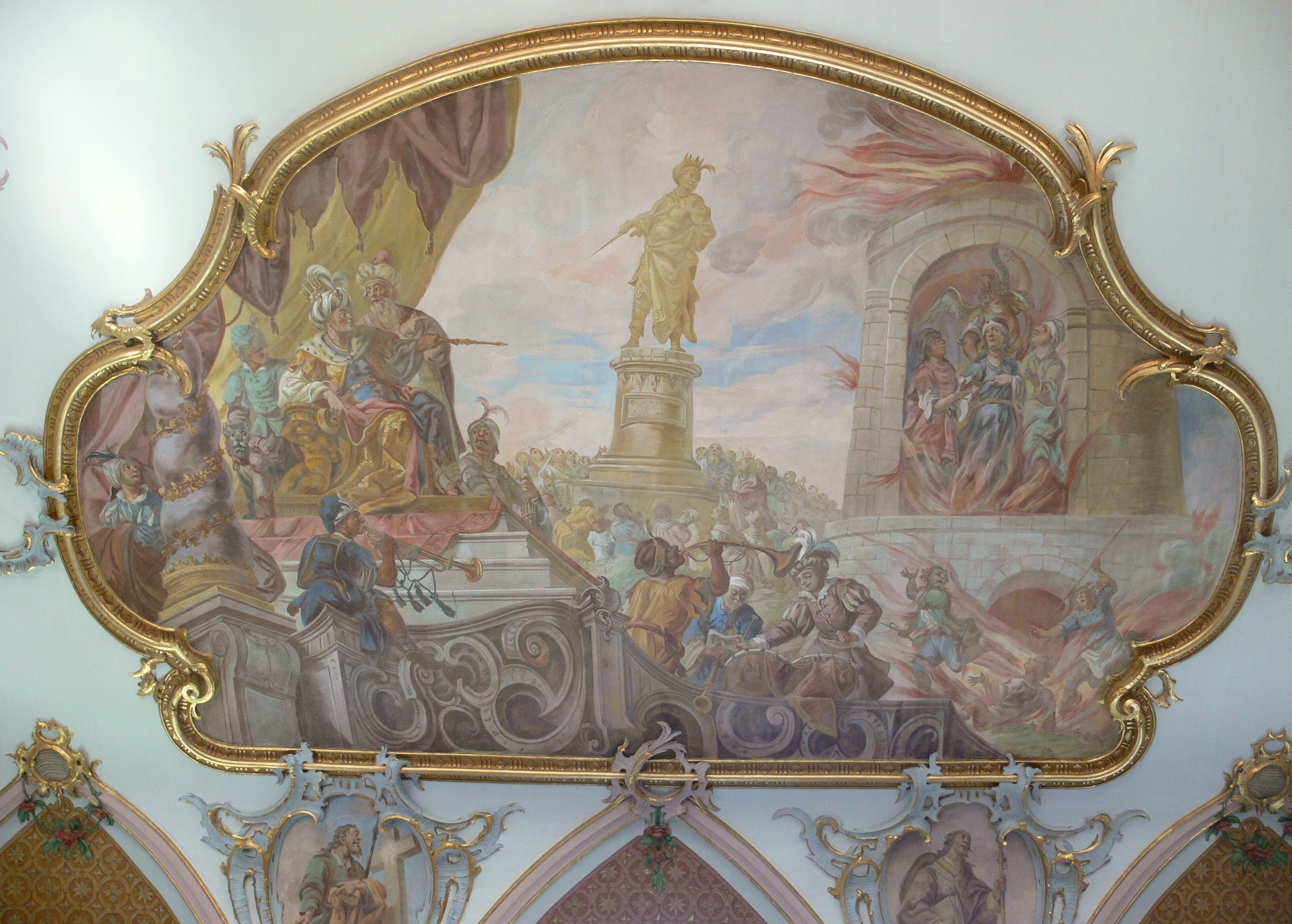
火炉（壁画，作者弗朗茨·约瑟夫·赫尔曼，1771年）

（《但以理書》第3章第1节至第30节参）尼布甲尼撒造了一尊高60肘尺（27米）的金像，並下令把全國大小官員聚集起來為像舉行落成典禮。各人在聽見特别的號角音樂時都要俯伏敬拜這像，違命者則被扔入烈火的窯中。據報但以理的三個同伴，沙得拉、米煞、亞伯尼歌，不遵王命。他們被帶到怒氣沖沖的國王面前，但他們坦然不懼地説：“我們所事奉的上帝，能將我們從烈火的窰中救出來。⋯⋯我們決不⋯⋯敬拜你所立的金像。”（《但以理書》第3章第17节至第18节参）王勃然大怒，便下令把窯燒熱至平常的七倍，然後吩咐人把三個希伯來人捆起來扔進火爐裡。負責行刑的人員在執行職務時被烈焰燒死。接着尼布甲尼撒大驚失色。他看見窯中有四個人在火中行走，沒有受傷，“第四個的相貌好像神子。”（《但以理書》第3章第25节参）王吩咐三個希伯來人從火中出來。他們走出來時，身上全沒有被火燒過的痕跡，甚至煙火的氣味也沒有！由於他們勇敢無畏地採取立場擁護純真的崇拜，尼布甲尼撒遂宣布國中的猶太人都有崇拜的自由。

### “七期”的夢
（《但以理書》第4章第1节至第37节参）這夢見於但以理所謄錄的巴比倫國史文獻內。這份文獻是由飽受教訓而學會謙卑自抑的尼布甲尼撒執筆的。首先尼布甲尼撒承認至高上帝的大能及他的王國。然後他叙述所發的可怕的夢，並解釋這夢如何應驗在他身上。他夢見一棵大樹，高得頂天，所産的果子可供衆生食用，其蔭可遮庇萬民。一位守望者大聲喊叫説：「要伐倒這樹。把樹的殘株用鐵圈和銅圈箍住。經過七期，好叫世人知道至高者在人的國中掌權，要將國賜給極卑微的人統治。」（《但以理書》第4章第14节至第17节参）但以理把夢講解出來，指明樹代表尼布甲尼撒。這個含有預言性的夢不久便實現了。有一天國王因自己的威榮而自命不凡，隨即變成有如瘋子一般，在田間吃草為生，與獸無異，一共過了七年。此後他的神智回復正常，他於是稱頌耶和華的至尊地位。

### 伯沙撒大排筵席：解明牆上的字迹

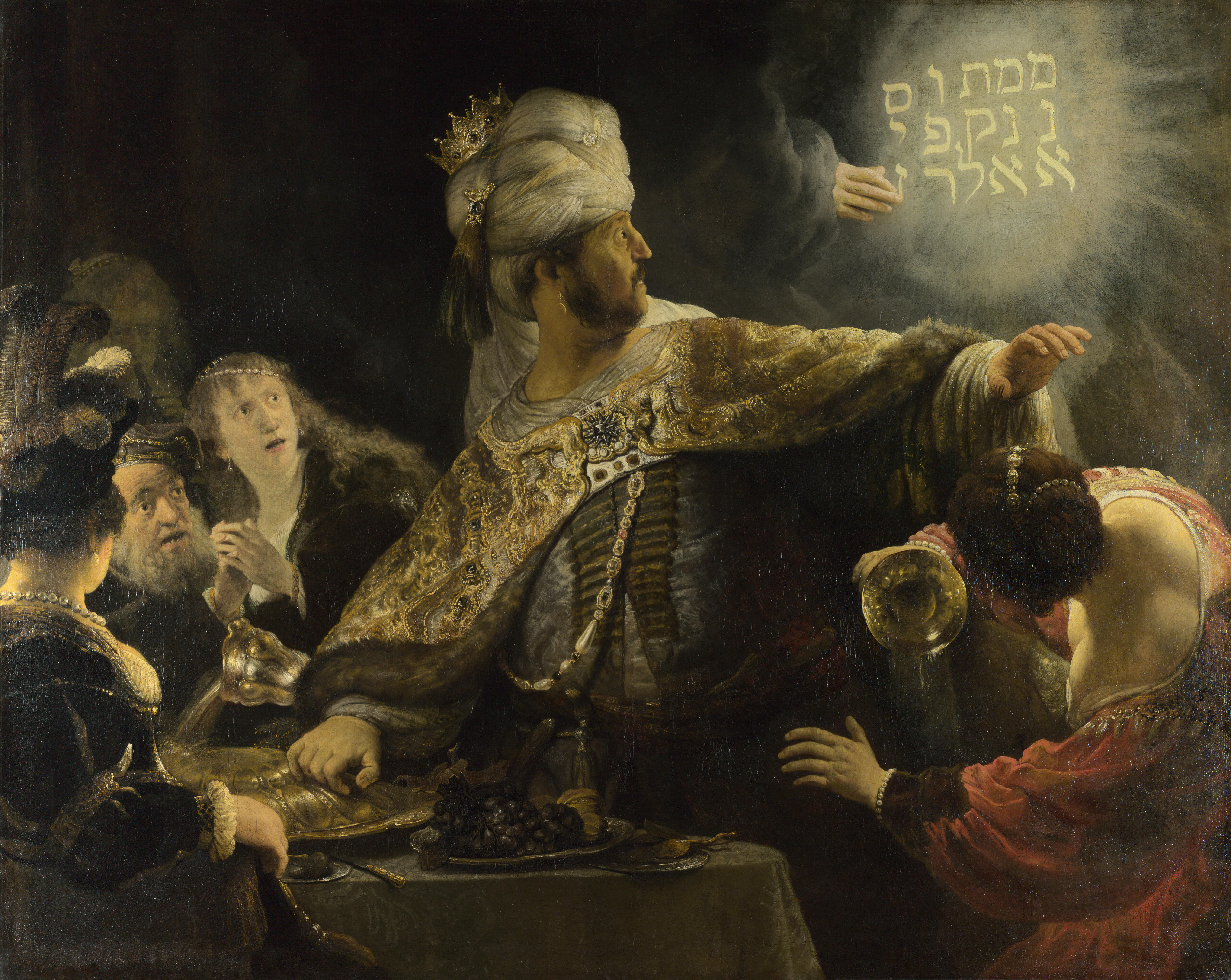
牆上的字跡。

（《但以理書》第5章第1节至第31节参）時維公元前539年10月5日，一個大禍臨頭的晚上。當時，在巴比倫與父親拿波尼度共同執政的伯沙撒王設宴款待一千個大臣。王帶着幾分酒意，便吩咐人把上帝殿中聖潔的金、銀器皿拿出來，伯沙撒和他的賓客一邊用這些器皿狂飲，一邊讚美異教的神祇。當時忽然有一隻手出現在牆上，寫了一些難解的字。國王大驚失色。他手下的智士均無法講解字的意思。後來但以理被帶到王前。王表示他若能把字的意思講解出來，便把他擢升為在國中位列第三，可是但以理卻表示王可以把賞賜留給自己。然後他開始讀出和講解字的意思：“‘彌尼，彌尼，提客勒，烏法珥新。’⋯⋯神已經數算你國的年日到此完畢。⋯⋯你被稱在天平裡，顯出你的虧欠。⋯⋯你的國分裂，歸與米底亞人和波斯人。”（《但以理書》第5章第25节至第28节参）當夜伯沙撒被殺，米底亞人大流士（年代上絕非大流士一世，極有可能是居魯士二世）承受了國位。

### 但以理被投入獅子坑中

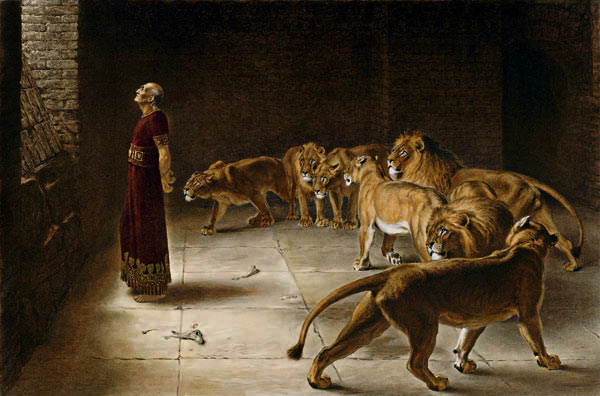
但以理在獅子坑中。B. 普拉特將原畫改編為金屬版印刷

（《但以理書》第6章第1节至第28节参）大流士朝中的高官試圖陷害但以理，遂求王下旨在30日內嚴禁人向王以外的任何神或人禱告祈求。違者必被扔在獅子坑中。但以理不理禁令，仍照常向耶和華禱告祈求。他終於被扔進獅子坑裡。但耶和華施行奇迹，派天使封住獅子的口。翌日早上，大流士王十分高興見到但以理絲毫無損。結果那些居心不良的敵人反被扔進坑內遭獅子吞噬。後來王下旨曉諭百姓要畏懼但以理的上帝，因祂是“永遠長存的活上帝”。（《但以理書》第6章第26节参）但以理在朝中任職，凡事亨通，直到居魯士在位期間。

### 四獸的異象
（《但以理書》第7章第1节至第8节参）回到“伯沙撒元年”，他可能於公元前553年開始統治。但以理發了一個夢，他用亞蘭文將夢記下來。他看見四隻猙獰的巨獸相繼出現。第四隻獸異常强壯，有一個小角從其他角中長出來，這角有口“説誇大的話”。（《但以理書》第7章第8节参）亙古常在者坐在寶座上，有億萬使者在他跟前侍立。“有一位像人子的”來到他面前，“得了權柄、榮耀、國度，使各方、各國、各族的人都事奉他。”但以理隨後獲得有關四獸的異象的解釋。牠們分别代表四王或四國。第四獸有十角，角中長出一小角。這角變成勢力强大，與聖民爭戰。然而，天上的法庭出面干預，把“國度、權柄，和天下諸國的大權⋯⋯賜給至高者的聖民”。（《但以理書》第7章第27节参）

### 公绵羊和公山羊的異象
兩年後，距離巴比倫傾倒尚有很長的時候，但以理接獲另一個異象，他用希伯來文把異象記錄下來。有一隻公山羊，兩眼之間有一隻異乎尋常的角；公山羊跟一隻自高自大的雙角公綿羊爭戰，且勝了牠。後來公山羊的大角折斷了，繼而長出四隻較小的角來。其中一角長出另一小角，小角漸漸强大，甚至與天上的衆軍抗衡。經文預言過了2300日，聖所就必“潔淨”。（《但以理書》第8章第14节参）加百列向但以理講解異象的意義。公綿羊代表米底亞和波斯王。公山羊就是希臘王，他的國後來被瓜分為四國。後來，有一面貌兇惡的王興起，要“攻擊萬君之君”。由於這異象關乎“後來許多的日子”，但以理必須在當時把異象封住。（《但以理書》第8章第25节至第26节参）

### 預告彌賽亞君王出現消灭敌基督（那行毁坏可憎的）
（《但以理書》第9章第1节至第27节参）“米底亞人⋯⋯大流士⋯⋯元年”，但以理考查耶利米的預言。他獲知預言論及耶路撒冷荒涼70年的期限行將屆滿，於是向耶和華禁食禱告承認自己和以色列人的罪，并恳求神赦免。我正祷告的时候，先前在异象中所见的那位加百列奉命迅速飞来，约在献晚祭的时候，按手在我身上。他指教我说：“但以理啊，现在我出来要使你有智慧，有聪明。你初恳求的时候，就发出命令，我来告诉你，因你大蒙眷爱。所以你要思想明白这以下的事和异象。“为你本国之民和你圣城，已经定了七十个七，要止住罪过，除净罪恶，赎尽罪孽，引进（或作彰显）永义，封住异象和预言，并膏至圣者（者或作所）。你当知道，当明白，从出令重新建造耶路撒冷，直到有受膏君的时候，必有七个七和六十二个七。正在艰难的时候，耶路撒冷城连街带濠都必重新建造。过了六十二个七，那受膏者（那或作有）必被剪除，一无所有。必有一王的民来毁灭这城和圣所。至终必如洪水冲没，必有争战，一直到底，荒凉的事已经定了。 一七之内，他必与许多人坚定盟约；一七之半，他必使祭祀与供献止息。那行毁坏可憎的（或作使地荒凉的）如飞而来，并且有愤怒倾在那行毁坏的身上（或作倾在那荒凉之地），直到所定的结局。”（《但以理書》第9章第21节至第27节参）

### 北方王與南方王對峙，米迦勒站起來
（《但以理書》第10章第1节参至《但以理書》第12章第13节参）當時是“居鲁士第三年”，大約是公元前536年，猶太人返回耶路撒冷之後不久。但以理禁食了三个七日（二十一天），然後來到底格里斯河邊。一位天使向他顯現，透露“波斯國的魔君”攔阻他去見但以理，但“有大君中的一位米迦勒”前來幫助他。他接着向但以理透露一個關乎“最後階段的日子”（《新世界译本》）的異象。
這個異象一開始便提及波斯王朝以及後來與希臘帝國的鬥爭。有一個强盛的王興起，執掌大權，他的國必分裂為四。結果産生了兩大王系，南方王與北方王勢不兩立。兩王相爭互有勝負。這些怙惡不悛的王必同席説謊。“到了定期，”戰火必再爆發。北方王必興兵褻瀆聖地，並設立“那行毁壞可憎的”。北方王必用奇異的話攻擊萬神之神，但卻敬拜保障的神。“到末了，”南方王必與北方王交戰，北方王必進入列國，如洪水泛濫，而且更“進入那榮美之地”。從東方和北方必有消息擾亂他，他就大發烈怒出去，“在海和榮美的聖山中間設立他如宮殿的帳幕，”然而“到了他的結局，必無人能幫助他”。
異象繼續展現：但以理看見保佑本國之民的米迦勒站起來。那時必有史無前例的“大患难”，凡名錄在册上的必能逃脱。有許多睡在塵埃中的人醒來得享永生，「智慧人」（“有洞察力的人”，《新世界译本》的翻译）必發光如同天上的光。他們必使多人歸義。但以理要把這書封閉，“直到末時”。“這奇異的事到幾時才應驗呢？”天使提及三期半、1290日及1335日，並且宣布“唯獨神赐给他智慧的人（即神愿意使他明白）的人才能明白”。這樣的人快樂了！最後天使向但以理提出安慰的應許，他必安歇，然後“到了末期”他必起來享受他的福分。

## 但以理的身份及《但以理書》的作者問題
猶太教和基督教的經典，《舊約全書》中的但以理書內容被信徒認為全是但以理所寫。但反對者聲稱其他部份是後人記錄他的生活事跡。過去在楔型文字未被解讀之前，他一直被以為是虛構人物，及至當年皇宮的碑文被解讀，他在《聖經》以外的生活才為世人所瞭解。在1854年，在古巴比倫吾珥城的廢墟發現的泥製小圓柱，由那波尼德命人記錄：「長子伯沙爾撒的禱告，最後統治者」的記載。
不過，現時有學說指出：《聖經》裡提及的「但以理」，可能是指三個不同的人，因為根據聖經古卷，「但以理」這個名字有三個不同的寫法，而且意思亦有輕微的差別。過去認為只是小錯誤，而把他們所作的事都歸入同一個人身上，但現時的研究開始懷疑這種做法是錯的。這種錯誤，是由於希伯來語的語言特色：
1. 希伯來語是一種動詞先行的VSO語言；
2. 「Dan」這個字的意思是「審判」或「主宰」，而「El」這個字的意思就是「上主」；
3. 而位於Dan與El之間的母音，一向都很少標明，但不同的母音（i或e）所引申出來的意思，可能會使整個詞語的意思變得不同。